# 루이스 경기관총
루이스 기관총(영어: Lewis Gun, 방울뱀 기관총)은 1911년 아이작 뉴턴 루이스가 만든 드럼형 탄창의 기관총이다. 나온 후 바로 영국군에 채용되었으며, 1차대전 때 벨기에와 프랑스 등 다수의 연합군에게 보급되었다. 이후 프랑스의 쇼샤나 맥심보다 월등히 뛰어난 성능을 보고 2차세계대전까지 대공용 기관총으로 쓰이게 되다가, 2차세계대전 직후 퇴역하게 된다. 발사속도는 분당 500발, 무게는 12kg~15kg, 사정거리는 600m이다. 탄창은 47발이나 97발 탄창 등이 있다.